# Walter Ciccione
Walter Ciccione (Pescara, Abruzzo, 8 de enero de 1939-17 de enero de 2022) fue un periodista italiano.

## Biografía
Al concluir la Segunda Guerra Mundial, en febrero de 1950, emigró junto a su familia, hacia Buenos Aires, donde residió hasta su fallecimiento.
Tras finalizar sus estudios secundarios, trabajó durante veinticinco años en FIAT, desempeñándose en varios puestos hasta llegar a cargos directivos. Por fuera de sus labores administrativas, formó parte del equipo de fútbol de la empresa automotriz, que por entonces participaba del torneo del A.C.I.A. (Associazione di Calcio degli Italiani in Argentina) y luego se convertiría en Sportivo Italiano. Allí compartió plantel con Silvio Marzolini.
Desde marzo de 2003 hasta fines de 2008 condujo "Buonasera Argentina" y "De Origen Italiano", por Radio El Mundo AM 1070. A fines de 2007, organizó y coordinó un ciclo de debates por los 30 años del semanario Tribuna Italiana, que contó con la presencia de Domingo Di Tullio, Giuseppe Angeli, Claudio Zin y Ricardo Merlo. Actualmente escribe en dicho periódico notas de actualidad y también de espectáculos. Además, preside el Centro Abruzzese di Buenos Aires (CABA), es secretario de la Cámara de Comercio Abruzzese de Argentina e integra la Federazione Abruzzese de la República Argentina (FARA).
En 2009 incursionó como actor en el film italiano "L'Uomo del Grano", donde interpretaba a un periodista.
En noviembre de 2014 fue recibido y agasajado por el presidente del "Consiglio comunale di Pescara", Antonio Blasioli.
Por medio de un decreto del Presidente de la República Italiana, Sergio Mattarella, con fecha 21 de diciembre de 2018, fue condecorado con el grado de  "Ufficiale dell'Ordine della Stella d'Italia" (Oficial de la Orden de la Estrella de Italia) el sábado 1 de junio de 2019, en el Teatro Coliseo de Buenos Aires.
Falleció en Buenos Aires, el 17 de enero de 2022, como consecuencia del coronavirus.